# گوردون بارکر
گوردون بارکر (انگلیسی: Gordon Barker؛ ۶ ژوئیه ۱۹۳۱ – ۱۰ فوریهٔ ۲۰۰۶) بازیکن کریکت، و بازیکن فوتبال اهل بریتانیا بود.
از باشگاه‌هایی که در آن بازی کرده‌است می‌توان به باشگاه فوتبال ساوتند یونایتد اشاره کرد.